# Cyathostegia
Cyathostegia är ett släkte av ärtväxter. Cyathostegia ingår i familjen ärtväxter.
Kladogram enligt Catalogue of Life:
| Cyathostegia | \| \| Cyathostegia matthewsii \| \| \| \| \| \| Cyathostegia weberbaueri \| \| \| \| |
|              | \| \| Cyathostegia matthewsii \| \| \| \| \| \| Cyathostegia weberbaueri \| \| \| \| |
|              | Cyathostegia matthewsii                                                              |
|              |                                                                                      |
|              | Cyathostegia weberbaueri                                                             |
|              |                                                                                      |